# Baie de Tous les Saints
La baie de Tous les Saints (en portugais : Baía de Todos-os-Santos), interprétable par « baie de la Toussaint », située dans l'État de Bahia, est la plus grande baie du Brésil. C'est d'elle que provient le nom de la capitainerie, de la province et de l'État. Sa surface est de 1 052 km2, et sa profondeur va jusqu'à 42 m, avec une visibilité de plongée entre 10 et 20 m.

## Histoire

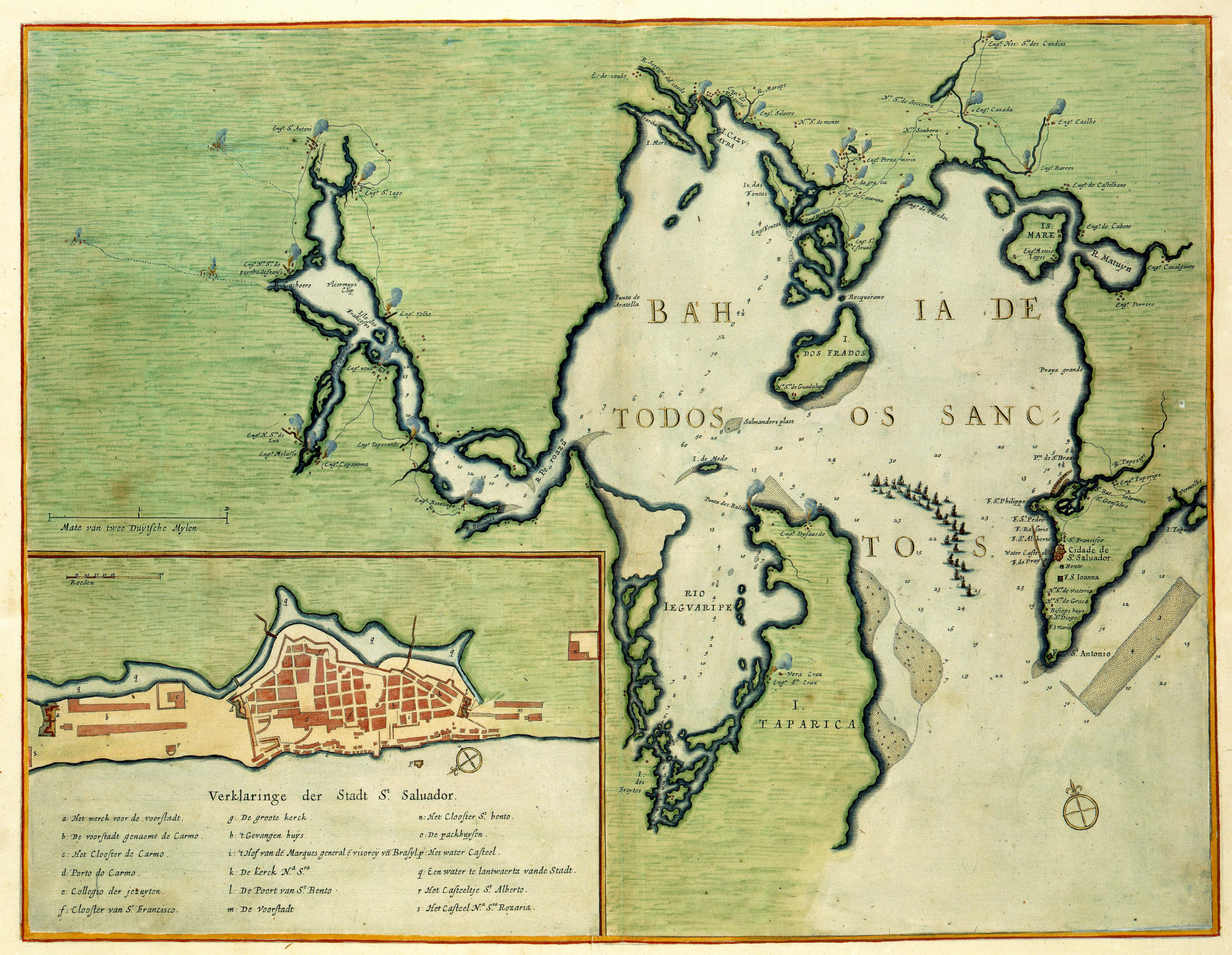
Baie de Tous les Saints, fin du XVIIe siècle. Atlas van der Hagen, Bibliothèque royale des Pays-Bas.

Ainsi nommée en 1501 après qu'une expédition portugaise fut envoyée pour reconnaître les terres découvertes un an avant par Pedro Álvares Cabral. Le 1er novembre est le jour de tous les saints dans la religion catholique. L'expédition était commandée par Gaspar de Lemos, qui était accompagné d'Amerigo Vespucci, cartographe et écrivain (dont le nom servira à baptiser l'ensemble du continent nouvellement découvert). Ils nommèrent tous les accidents géographiques par le nom des saints du calendrier du jour où ils étaient identifiés.

## Géographie
Ouverte sur l'océan Atlantique, elle contient la capitale bahianaise Salvador de Bahia et l'île d'Itaparica. Le climat tropical est chaud et humide. La végétation forme des mangroves.
Dans la baie, on compte cinquante-six îles dont la plus grande est Itaparica. Les autres îles importantes de la baie sont : île des Frères, île de Maré, île de Bom Jesus et la station écologique de l'île de la Peur (Ilha do Medo).

Les autres îles qui composent le tour touristique sont : Madre de Deus, Bom Jesus dos Passos, Matarandiba, Saraíba, Mutá, Olho Amarelo, Caraíbas, Malacaia, Porcos, Carapitubas, Canas, Ponta Grossa, Fontes, Pati, Santos, Coqueiros, Itapipuca, Grande, Pequena, Madeira, Chegado, Topete, Guarapira, Monte Cristo, Coroa Branca et Uruabo.

## Aire de protection du milieu

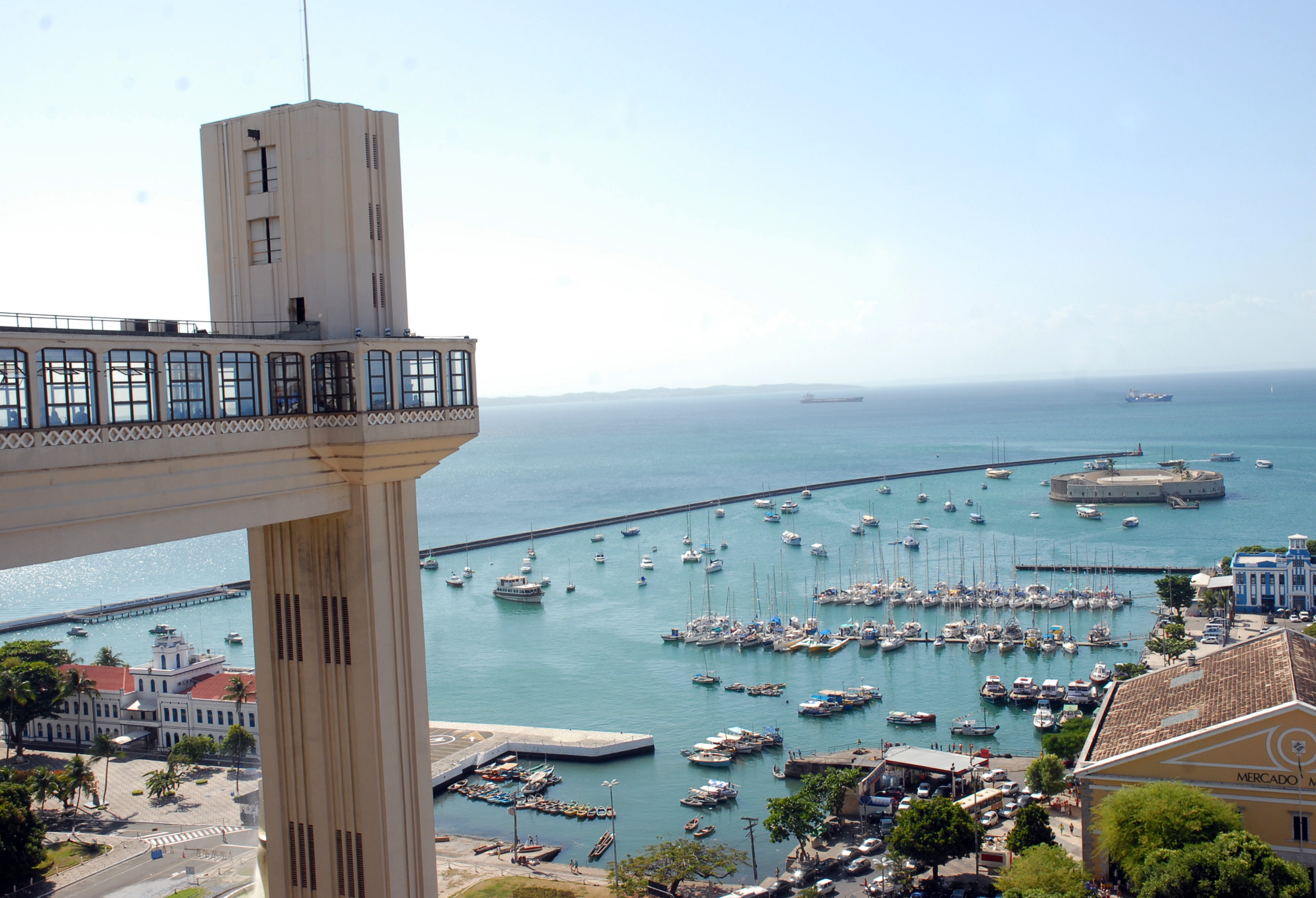
La baie de Tous les Saints vue du haut de Salvador (Bahia). On aperçoit à gauche l'ascenseur Lacerda et à droite le Mercado Modelo.

La baie fut considérée comme méritant des mesures de protection par le décret d'État 7.595 (05-06-1999) comme aire de protection du milieu. Les eaux de la baie et ses îles sont protégées. Cette protection s'étend aux communes de Cachoeira, Candeias, Itaparica, Jaguaripe, Madre de Deus, Maragogipe, Salinas da Margarida, Salvador, Santo Amaro, São Francisco do Conde, Saubara, Simões Filho et Vera Cruz.